# Bandeira de Vladímir
A Bandeira de Vladímir é um dos símbolos oficiais do Oblast de Vladímir, uma subdivisão da Federação Russa. Foi aprovado em 28 de abril de 1999.

## Descrição
Seu desenho consiste em um retângulo na proporção largura-comprimento de 1:2 na cor vermelho vermelho com uma faixa azul ao longo do mastro de bandeira na largura total do pavilhão e de um oitavo do seu comprimento total. No meio do topo da faixa azul há uma foice e martelo. No meio do campo vermelho está o brasão de armas da região. A largura da imagem do símbolo da região deve ser de um terço do comprimento total.

## Simbolismo
A bandeira do óblast é bastante semelhante à bandeira da RSS da Rússia (1954-1991), por possuir muitos elementos em comum. O mesmo ocorre com as bandeiras dos óblasts de Kostroma e Kemerovo e da brandeira do Krai de Altai.